# Лемпяаля
Ле́мпяаля (фин. Lempäälä; швед. Lembois) — община (сельский муниципалитет) в провинции Пирканмаа в Финляндии.
Численность населения составляет 20 546 человек (2010). Город занимает площадь 306,92 км² из которых водная поверхность составляет 37,48 км². Плотность населения — 76,25 чел/км².
Граничит с общинами Акаа, Кангасала, Пирккала, Тампере, Валкеакоски и Весилахти.